# Kathedrale von San Salvador

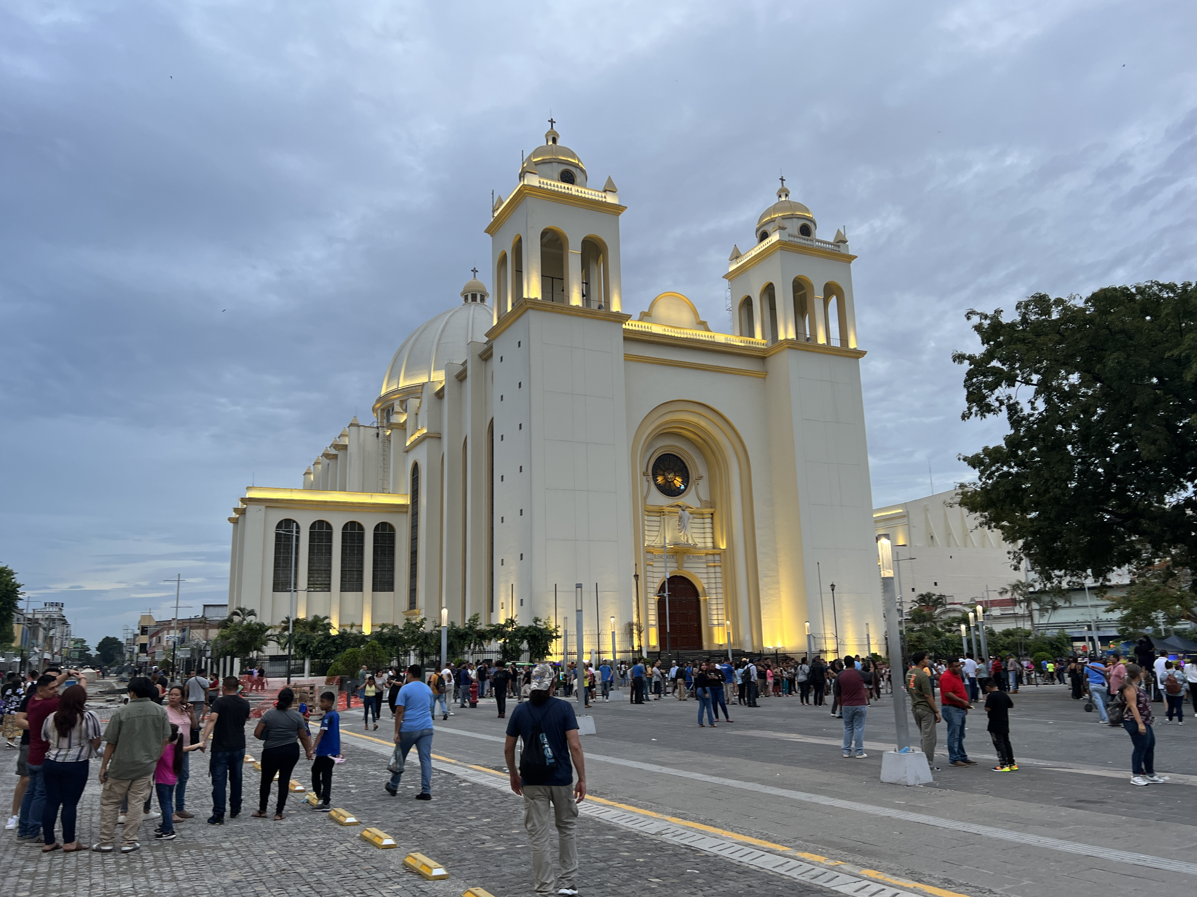
Hauptfassade der Kathedrale von San Salvador

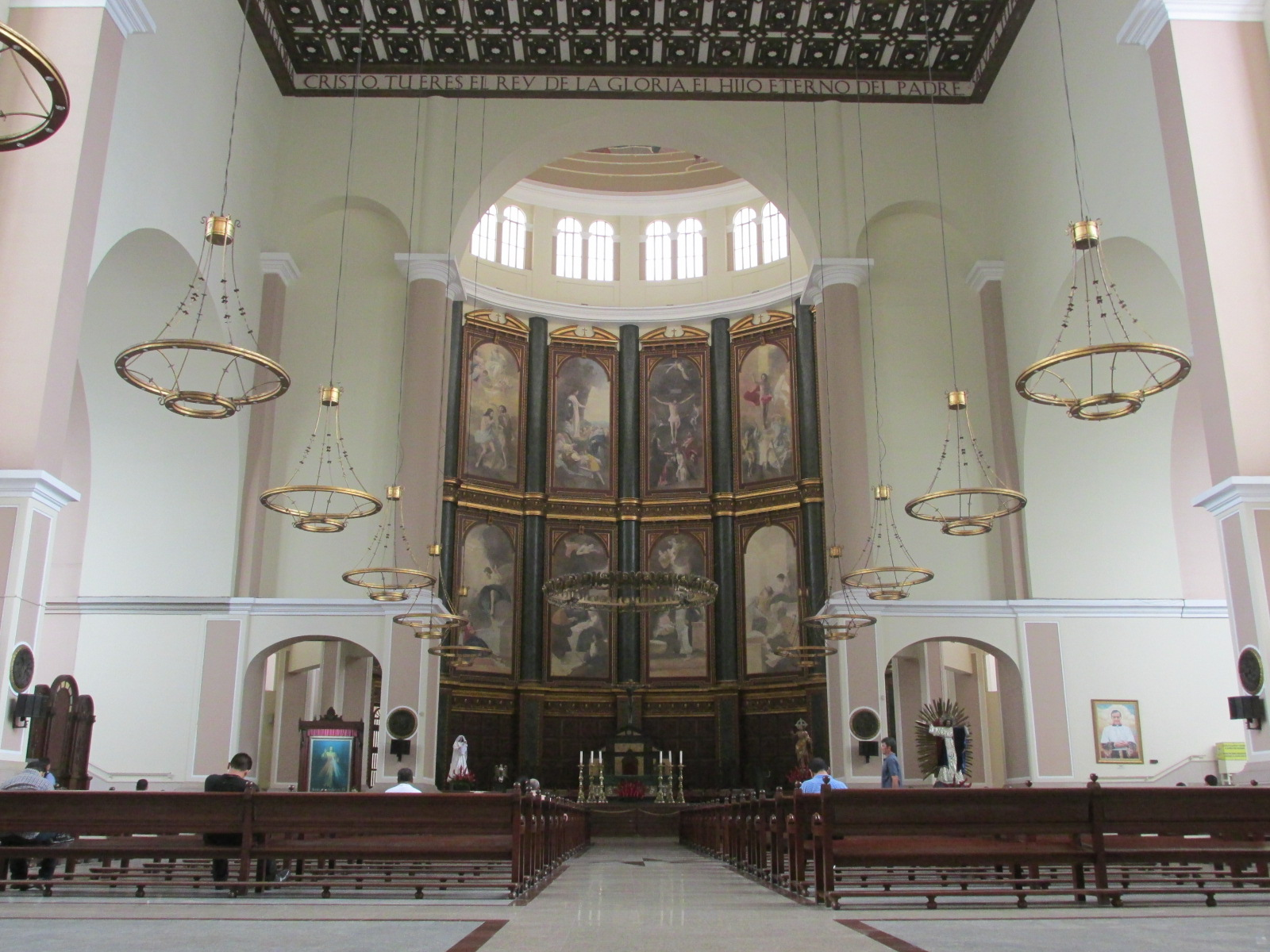
Altaransicht der Kathedrale

Die Kathedrale von San Salvador (spanisch Catedral metropolitana de San Salvador) ist die Kathedrale des römisch-katholischen Erzbistums San Salvador in El Salvador im Zentrum der Stadt San Salvador.

## Ursprünge
Im 19. Jahrhundert stand an dem Platz der heutigen Kathedrale die Kirche von Santo Domingo, welche 1843 den Titel einer Basilica minor erhielt und 1873 von einem Erdbeben zerstört wurde. Vor der Kathedrale befindet sich die Plaza Gerardo Barrios, auch bekannt als Plaza Civica; und auf dessen Westseite erhebt sich der Palacio Nacional de El Salvador.
An der Stelle der zerstörten Kirche wurde 1888 eine hölzerne Kathedrale fertig gestellt, die als Sitz der Erzbischöfe von San Salvador diente. Am 8. August 1951 brannte diese Kirche ab, worauf im Jahr 1956 Erzbischof Luis Chávez y González den Neubau des Doms begann, der vier Jahrzehnte dauerte.

## In den 1970er Jahren und dem Bürgerkrieg von El Salvador
Als Óscar Romero 1977 Nachfolger Erzbischofs Chavez’ wurde, nutzte er die halb fertiggestellte Kirche für seine sonntäglichen Messen und hielt hier die meisten seiner Predigten zur Verteidigung der Menschenrechte. Romero verlangsamte den Bau der Kathedrale, um Projekte zugunsten der Armen zu finanzieren.
In dieser Zeit erlebte der Dom die zahlreichen sozialen Konflikte des Landes. Am 6. August 1975 besetzte der Bloque Popular Revolucionario (Revolutionärer Volksblock – BPR) aus Protest gegen die staatliche Unterdrückung die Kirche. Es war die erste von mehreren Dombesetzungen, die bis 1980 folgten. Romero billigte nie die Kirchenbesetzungen, sympathisierte aber mit den Besetzern und erkannte die wenigen Räume des legalen Protestes, die im Land existierten. Am 8. Mai 1979 wurden während einer der Dombesetzungen 24 Demonstranten auf den Stufen der Kirche von den Sicherheitskräften von El Salvador getötet. Eine noch größere Tragödie ereignete sich am Sonntag, den 30. März 1980, während der Beerdigung von Romero, der von einem rechtsextremen Kommando getötet worden war. Sicherheitskräfte aus dem Nationalpalast schossen auf den Trauerzug der Gemeindemitglieder und töteten 44 Menschen. 
Erzbischof Arturo Rivera y Damas, der Nachfolger von Romero, setzte den Bau der Kirche fort, aber während des Baus wurde das Gebäude durch das Erdbeben von San Salvador vom 10. Oktober 1986 schwer beschädigt. Die Bauarbeiten wurden ab 1990 fortgesetzt.

## Nach den Friedensabkommen

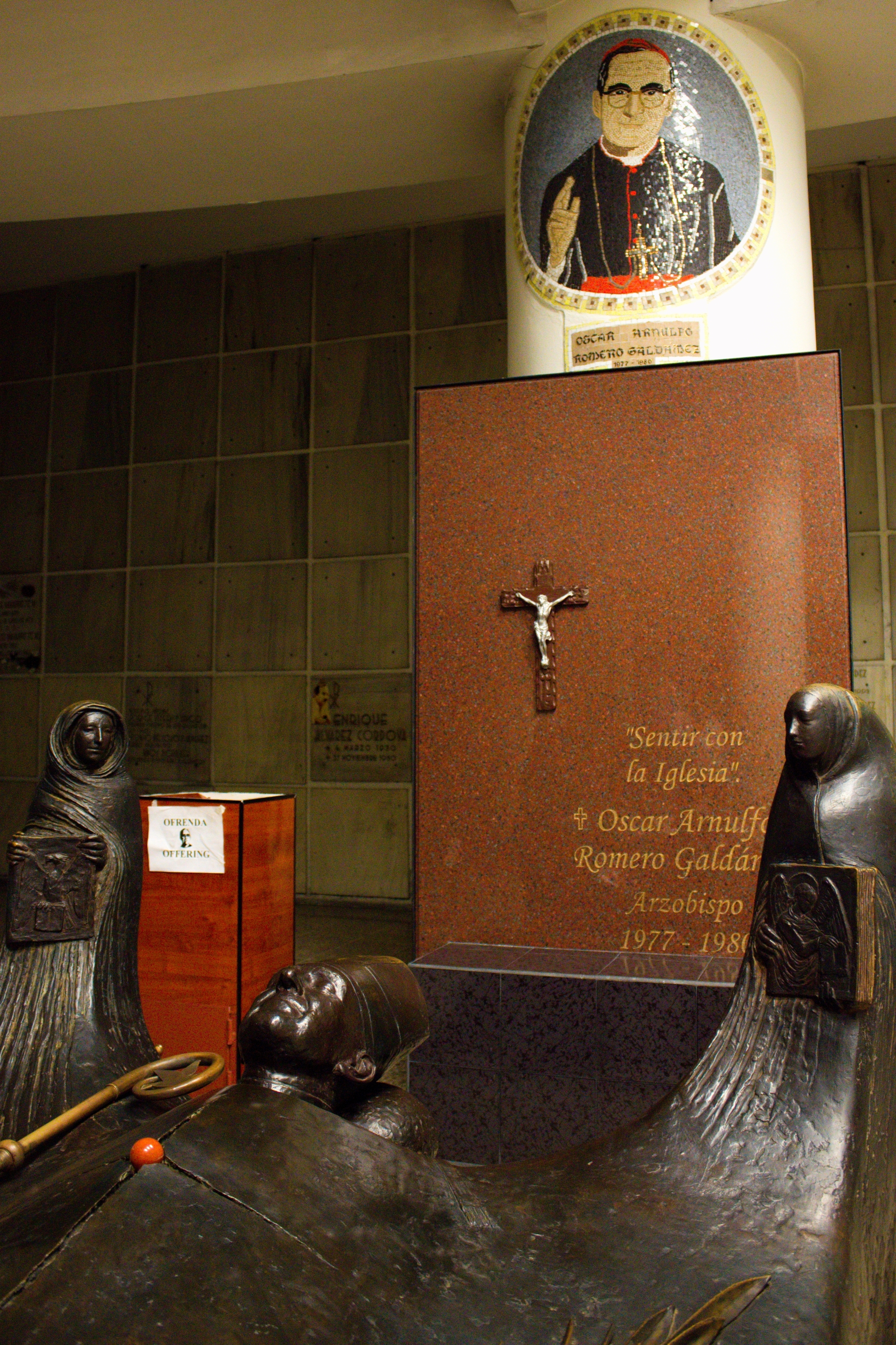
Grabmal von Oscar Romeiro

Im Jahr 1992 war der Platz vor der Kathedrale Schauplatz von Volksfeiern zur Unterzeichnung des Friedensabkommens von Chapultepec. Die Kirche wurde zweimal von Papst Johannes Paul II. besucht, der sagte, dass die Kathedrale „eng mit der Freude und den Hoffnungen des salvadorianischen Volkes verbunden ist“. Während seiner Besuche in den Jahren 1983 und 1996 kniete und betete der Papst vor dem Grab des im Jahr 1980 ermordeten Erzbischofs Óscar Romero, der in der Krypta der Kathedrale begraben liegt. Die Kathedrale wurde schließlich am 19. März 1999 unter Fernando Sáenz Lacalle fertig gestellt und geweiht.
Danach hatte die Fassade ein Mosaik mit handwerklichen Motiven des Künstlers Fernando Llort genannt „die Harmonie meiner Stadt“, die die Vorfahren und Präkolumbianer mit der christlichen Ikonographie verband. Ende Dezember 2012 ordnete der Erzbischof von San Salvador, José Luis Escobar Alas, die Entfernung des Keramikwandgemäldes an ohne die nationale Regierung oder den Künstler zu konsultieren, alle 2.700 Kacheln des Wandbilds wurden zerstört.
Barack Obama besuchte die Kathedrale und das Grab während seiner Reise im März 2011 nach Lateinamerika.

## Architektur und Stil
Hinter der weißen Fassade beherbergt die Kathedrale ein Bildnis des Salvator mundi (Jesus, nach der Verklärung, der Schutzpatron von El Salvador), das von Bruder Francisco Silvestre García im Jahre 1777 geformt wurde. Der Hauptaltar zeigt ein Bild von dem Göttlichen Erlöser, das 1546 von Kaiser Karl V. gestiftet wurde. Das Bild ruht auf einem viersäuligen Baldachin, umgeben von Bildern der Propheten Moses und Elias, die an der Verklärungsgeschichte teilnehmen. Der Hauptaltar ist von acht großen Gemälden umgeben, die Szenen aus dem Leben Christi zeigen, die von Andrés García Ibáñez gemalt wurden. Über allem steht die churriguereske Kuppel mit einer Höhe von 45 Metern und einem Durchmesser von 24 Metern.

## Krypta
Unter der Kathedrale befindet sich eine Krypta, in der sich zwei Kapellen befinden. Dort liegen die Gräber einiger salvadorianischer Bischöfe, unter anderem vom 2018 heiliggesprochenen Óscar Romero, und einiger Laien, darunter Enrique Álvarez Córdoba.